# 디아나구

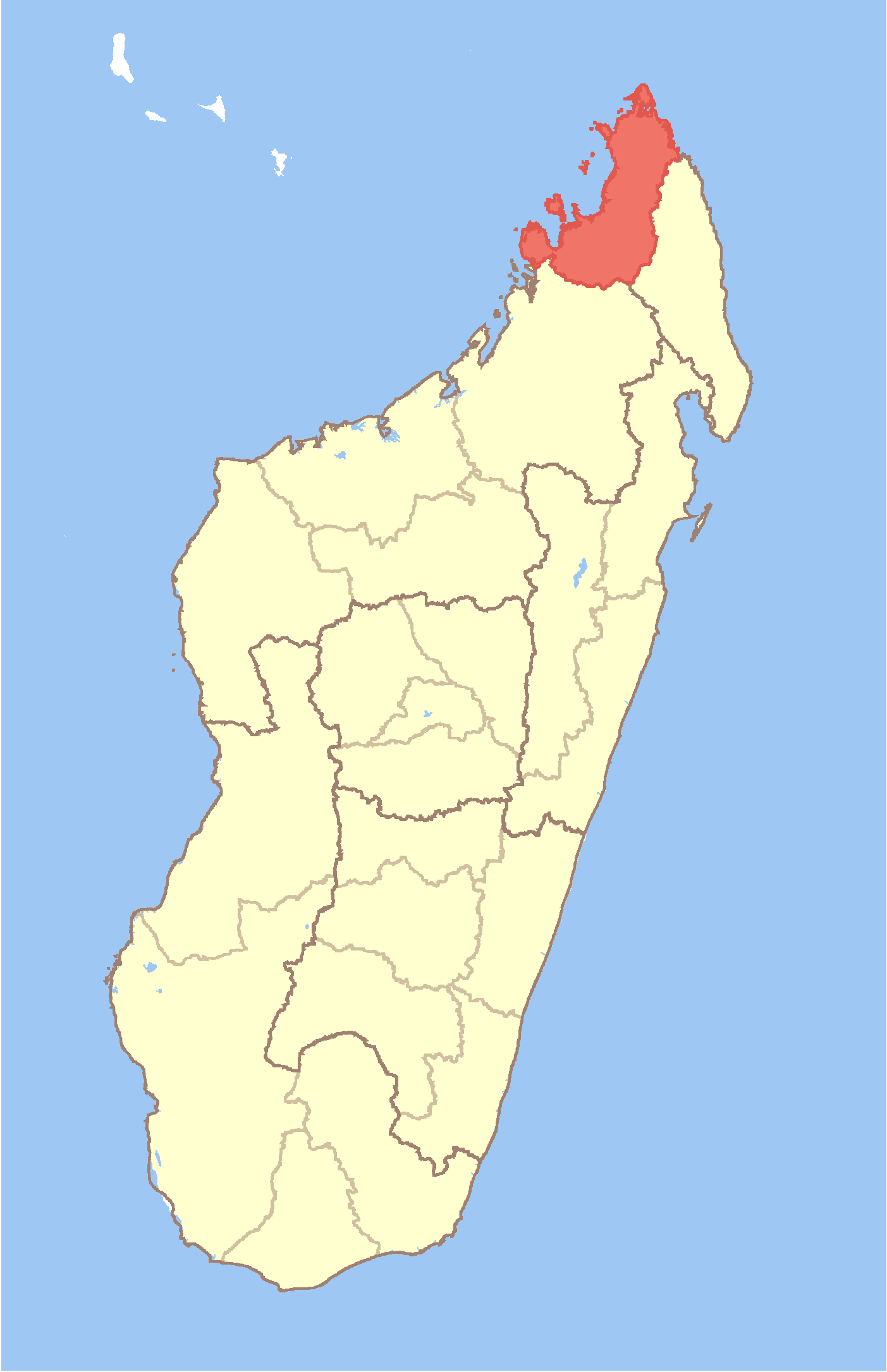
디아나 구의 위치

디아나구(말라가시어: Diana)는 마다가스카르 북부에 위치한 구로 행정 중심지는 안치라나나이며 면적은 19,266km2, 인구는 485,800명(2004년 기준)이다. 동쪽으로는 사바 구, 남쪽으로는 소피아 구와 접한다. 5개 현을 관할한다.